# Partido de Independientes de Lanzarote
El Partido de Independientes de Lanzarote (PIL) es un partido político español cuyo ámbito es la isla canaria de Lanzarote. Se trata de un partido de tipo insularista y nacionalista canario que defiende el derecho a la autodeterminación de las islas. Actualmente mantiene acuerdos para presentarse a elecciones con Federación Nacionalista Canaria, Partido Nacionalista Canario y Coalición Canaria.
Creado a partir de la Agrupación Independientes de Lanzarote (AIL), dentro de las Agrupaciones Independientes de Canarias, en 1989 se constituye como Partido de Independientes de Lanzarote, posteriormente participó en la formación de Coalición Canaria. Tras una serie de descontentos con la línea política de Coalición Canaria, el PIL se desliga de ésta. En las elecciones al Parlamento de Canarias de 2003 se presenta en coalición con otros partidos como el Partido Nacionalista Canario dentro de la Federación Nacionalista Canaria. 
En los últimos años han sido denunciados varios casos de corrupción en los que están implicados miembros del PIL. El expresidente de la formación nacionalista, Dimas Martín, exsenador y expresidente del Cabildo de Lanzarote ha sido condenado seis veces e ingresado cuatro en prisión por diversos delitos de corrupción entre 1998 y 2004, incluidos los de falsedad, cohecho y malversación.
El PIL ha accedido, entre otros, a la alcaldía en los ayuntamientos de Teguise (Dimas Martín, y José Dimas, hijo del anterior) y Arrecife (Cándido Armas, tras la compra del voto de un concejal por 26 millones de pesetas), o la vicepresidencia del Cabildo de Lanzarote (Fabián Martín, hijo del presidente del PIL).
En las elecciones municipales y autonómicas de junio de 2007 se presentó con el CCN, quedando sin representación en el parlamento canario, aunque logrando una buena representación en el Cabildo de Lanzarote, donde resultó segunda fuerza política tras el PSOE. Precisamente con este partido ha mantenido pactos de gobierno en dicho Cabildo, así como en algunos de los principales ayuntamientos de Lanzarote, entre ellos el de Arrecife. En las elecciones generales de 2008 se presentaró junto a Coalición Canaria, sin conseguir este pacto electoral representación ni en el Senado español por la isla de Lanzarote ni en el Congreso de los Diputados, por circunscripción de la provincia de Las Palmas.
En mayo de 2009, en el marco de la «Operación Unión», en la que la Guardia Civil detuvo a una serie de cargos públicos en Lanzarote implicados en una trama para el cobro de comisiones ilegales, el juez decretó prisión sin fianza para el líder del PIL, Dimas Martín, por supuestos delitos de cohecho y tráfico de influencias. Igualmente, decretó prisión para el exedil de Urbanismo, Economía y Hacienda de Arrecife José Miguel Rodríguez, el ex primer teniente de alcalde de la localidad, Ubaldo Becerra Robayna, y el asesor del Patronato de Turismo de Lanzarote Matías Curbelo Luzardo, todos ellos de la formación nacionalista.
En la misma operación fueron detenidos y posteriormente puestos en libertad con cargos Elena Martín, hija del presidente del PIL y militante del partido nacionalista, y Dayrán Muñoz, presidente de los jóvenes del PIL, tras los registros practicados por el Grupo de Delincuencia Urbanística de la Unidad Central Operativa (UCO) de la Guardia Civil.
En septiembre del mismo año, Gladys Acuña, alcaldesa de Yaiza por el PIL, ha sido también imputada por un delito de prevaricación, y se le investiga igualmente por el envío de cuadrillas de trabajadores a las viviendas de Dimas Martín con cargo al erario municipal. 
 Acuña accedió a la alcaldía de Yaiza en febrero de 2008, en que un pacto entre el PIL y Coalición Canaria (CC) presentó una moción de censura contra el entonces alcalde José Francisco Reyes, del Partido Nacionalista de Lanzarote (PNL), también imputado por el cobro de comisiones ilegales y ya anteriormente juzgado y condenado a diez años de inhabilitación por un delito de prevaricación.
En 2010, se descubrió que el líder del PIL, Dimás Martín, que estaba en la cárcel de Tenerife II, poseía más de 8 millones de euros en propiedades a nombre de terceras personas, estimándose que podía tener propiedades a nombre de cerca de medio centenar de personas. También se descubrió que su proyecto de fundar una empresa de batatas fritas para crear empleo en la isla fue un engaño, mediante el cual ganó una suma desconocida, que  se suponía que sería destinada a la empresa, quedando así un vacío en el mercado canario de batatas fritas.
En este marco, su propio hijo Fabián Martín tomó la presidencia del partido.
http://www.eldiario.es/canariasahora/tribunales/Audiencia-condena-Dimas-Martin-Batllori_0_353114879.html
Tras estos escándalos de cara a todos los procesos electorales que se van a llevar a cabo en 2019 y 2023 (excepto elecciones municipales en Cabildo Insular de Lanzarote y elecciones al Cabildo Insular de Lanzarote) no se presentan y piden el voto para Coalición Canaria (autonómicas, generales y europeas)